# 요시다 암굴왕 사건
요시다 암굴왕 사건(일본어: 吉田岩窟王事件 요시다간쿠츠오우지켄[*])은 다이쇼 시대에 발생한 강도살인사건이다. 사건 자체보다 피의자로 구속된 요시다 이시마츠(吉田石松)가 누명을 호소하여 반세기 후 재심에서 무죄를 얻어낸 사건으로 언급되는 경우가 많다. 일본 변호사 연합회가 재심을 지원하였었다.

## 사건 개요
1913년(다이쇼 2년) 8월 13일 오늘날의 나고야시 지쿠사구의 길거리에서 비단 소매상(남성, 당시 31세)이 살해되고 1엔 20전을 빼앗겼다. 다음날 피의자로 남성 2명(당시 22세, 26세)이 체포되었는데, 그들은 요시다 이시마츠(당시 34세, 1879년 ~ 1963년)가 주범이라고 진술, 요시다가 체포되었다. 그러나 이들은 두 진범이 자신들의 죄를 가볍게 하기 위하여 전혀 상관없는 요시다를 주범으로 몰아넣은 것이었다. 당시 수사당국은 자백편중주의였기에 허위자백을 진실이라고 믿고 요시다에게 고문을 가했지만 그는 시종 부인했다. 1심에서는 '종범'으로 처리된 진범 2명에게 무기징역, 요시다에게 사형이 선고되었고, 항소심과 상고심에서 무기징역이 확정된 요시다는 복역했다.

## 원죄의 호소
요시다는 1918년(다이쇼 7년) 옥중에서 알리바이 성립을 주장하여 두 번 재심청구를 했지만 기각되었다. 요시다는 코스게 감옥에 갇혀 있었는데, 결백을 호소하며 옥중에서 날뛰었기 때문에 고문을 받았다. 그 뒤 아바시리 형무소로 이동되었으나 거기서도 코스게와 마찬가지로 행동했기에 아키타 형무소로 옮겨졌다. 아키타 형무소장은 결백을 호소하며 날뛰던 요시다에게 가출소 후 재심청구를 권하였다.
1935년(쇼와 10년) 3월, 가출소한 요시다는 자신에게 누명을 씌운 2명이 앞서 1930년에 먼저 가출소하여 사이타마현에 있는 것을 신문기자의 협력으로 찾아내, 1936년 허위자백을 인정받았다. 당시 협력한 대심원(오늘날의 최고재) 담당 사법기자가 이 모습을 1936년 12월 15일자 《도신문》(오늘날의 《도쿄신문》)에 알렉산드르 뒤마의 소설 《몬테크리스토 백작》(일본 번안명: 암굴왕)에 빗대 "현대의 암굴왕(今様巖窟王)"으로 소개했다.
이것을 바탕으로 요시다는 세 번째 재심청구를 했지만 이것도 기각되었다. 제2차 세계 대전 중에도 피난처인 도치기현에서 무죄를 계속 호소했다.
전후인 1952년(쇼와 27년) 6월 신문이나 변호사에 호소하고, 1958년(쇼와 33년) 네번째 재심청구를 했지만 이것도 기각되었다. 요시다는 최후의 수단으로 법무성에 가서 법무대신에게 직접 호소했지만 대신과의 면담은 거부되었다. 그러나 그때 요시다를 대응한 법무성 직원이 요시다의 주장이 일관되고 신용할 수 있는 것으로 판단하여 일본 변호사 연합회 인권옹호부로 안내했다. 일변연이 움직이기 시작하자 여론의 관심도 높아졌고, 과거 가출소 후 진범들을 추적할 때 입회한 신문기자도 증언했다. 1959년(쇼와 34년) 10월에는 일변련이 특별위원회를 설치하고 국회도 인권 관점에서 움직이기 시작했다.
1960년(쇼와 35년) 4월, 다섯 번째 재심청구를 나고야 고등재판소 제4부(재판장 고바야시 토이치)가 인정했으나, 검찰측이 이의신청을 하고 나고야 고등재판소 제5부(재판장 카게야마 마사오)가 검찰측의 이의신청을 인정하여 재심청구가 취소되었다. 그러나 1962년(쇼와 37년) 10월 30일 최고재판소가 이 사건은 구 형사소송법과 구 형사소송법 응급조치법이 적용된 고로 검찰의 현행 형사소송법에 따른 이의신청은 부적법하다고 결정하여 나고야 고등재판소 제5부 결정을 파기하였다. 마치맨 나고야 고등재판소 제4부에서 재심 개시가 확정되고 같은 해 12월 6일부터 나고야 고등재판소 제4부에서 재심 공판 심리가 시작되었다.

## 무죄 판결
1963년(쇼와 38년) 2월 28일 나고야 고등재판소 제4부(재판장 고바야시 토이치)는 요시다의 알리바이를 인정하고 무죄판결을 선고한다(고등재판소 형사판례집 제16권 1호 88쪽, 판례시보 327호 4쪽).
판결문 마지막에서는 요시다에 대한 재판부의 사과가 이루어졌다. 비록 유죄판결이 누명이었지만 과거 법률상 합법이었기 때문에 인도적 관점에서 법원이 사과하는 것은 이례적이었다. 판결문은 요시다를 "피고인"이 아닌 "요시다 옹"이라고 칭하면서 “반세기에 걸쳐 모든 박해를 견디고 자신의 결백을 외쳐온 숭고한 태도, 백절불굴의 놀랍고도 뛰어난 정신력과 생명력에 대해 심심한 경의를 표하며 노인의 여생에 행복이 계속되시기를 기원하는 바이다”라고 끝맺었다.
판결 선고 후 법정에 출두한 재판관 3명이 고개를 숙였다. 요시다는 50년만에 무죄를 받아낸 순간 "만세!"라고 외쳤다. 그리고 부당하게 구속된 21년 7개월 7일(7889일)의 세월에 대해 하루 400엔의 형사보상이 계산되어 315만 5600엔이 지급되었다. 그러나 요시다는 이미 고령으로 체력이 약해져 있어 판결 당일 탈진하여 자력 보행도 할 수 없게 되었고, 판결 9개월 후인 1963년 12월 1일 노쇠와 폐렴으로 사망했다. 향년 84세. 도치기 현의 무덤에는 “인권의 신 여기에 잠들다(人権の神ここに眠る)”라는 묘비명이 새겨져 있다.

## 참고 자료
- 吉田石松『無実―がんくつ王抵抗の50年』 アサヒ芸能出版、1963年
- 後藤信夫『日本の岩窟王―吉田石松翁の裁判実録』 教文館、1977年
- 青山与平『真実は生きている―日本巌窟王五十年目の無実』 ぎょうせい、1985年、ISBN 978-4324000267
- 近衛秀一「オタク的祝詞の深遠なる世界!」（と学会『と学会誌21』、2008年、5-11ページ収録記事）※吉田は無罪確定後に伊勢神宮に報告参拝を行っており、その際に奏上された祝詞が紹介されている。